# U-17-Fußball-Weltmeisterschaft der Frauen 2022
Die U-17-Fußball-Weltmeisterschaft der Frauen 2022 (offiziell 2022 FIFA U-17 Women’s World Cup) war die siebte Ausspielung dieses Wettbewerbs für Fußballspielerinnen unter 17 Jahren (Stichtag: 1. Januar 2005) und fand vom 11. bis zum 30. Oktober 2022 statt.
Am Turnier nahmen 16 Mannschaften teil, die zunächst in vier Gruppen und danach im K.-o.-System gegeneinander antraten. Titelverteidiger Spanien, das 2018 zum ersten Mal Sieger wurde, konnte den Titel durch einen 1:0-Sieg im Finale gegen Kolumbien erfolgreich verteidigen.

## Vergabe
Das Turnier wurde vom FIFA-Rat am 15. März 2019 an Indien vergeben. Ursprünglich sollte es vom 2. bis 21. November 2020 als „2020 FIFA U-17 Women's World Cup“ ausgetragen werden, wurde dann aber wegen der COVID-19-Pandemie ins Jahr 2021 verschoben. Am 17. November 2020 beschloss die FIFA, das Turnier wegen der anhaltenden Pandemie abzusagen und dafür die für 2022 geplante Austragung an Indien zu vergeben. Es wird das erste FIFA-Frauenturnier sein, das in Indien stattfindet. 2017 fand dort bereits die U-17-Weltmeisterschaft der Männer statt.
Am 15. August 2022 wurde der indische Fußballverband von der FIFA wegen „unzulässiger Einflussnahme Dritter“ mit sofortiger Wirkung suspendiert und die FIFA erklärte, dass eine WM nach derzeitigem Stand nicht wie geplant in Indien stattfinden könne. Am 27. August 2022 wurde die Suspendierung jedoch aufgehoben und grünes Licht für die Austragung der WM in Indien gegeben.

## Qualifikation
Indien war als Gastgeber des Turniers automatisch qualifiziert. Die Qualifikation der verbliebenen beiden Plätze aus Asien fand für die ursprüngliche Austragung 2020 bzw. 2021 bei der U-16-Asienmeisterschaft 2019 in Chon Buri (Thailand) vom 15. bis zum 28. September 2019 statt. Acht Mannschaften nahmen an der Endrunde teil, die zuerst in zwei Gruppen à vier Teams spielten, wovon die Gruppensieger und -zweiten das Halbfinale erreichten. Mit dem Einzug ins Finale waren Nordkorea und Japan für die WM-Endrunde qualifiziert. Nach der Absage der U-16-Asienmeisterschaft 2022 in Indonesien wegen der COVID-19-Pandemie beschloss die AFC, die bereits ausgetragene U-16-Asienmeisterschaft 2019 nachträglich auch als Qualifikationsturnier für die WM-Endrunde 2022 anzusehen. Damit waren Nordkorea und Japan automatisch für die U-17-Weltmeisterschaft 2022 qualifiziert. Weil die U-17-Nationalmannschaft von Nordkorea jedoch nicht antreten konnte, wurde sie durch China – die Mannschaft mit dem nächstbesten Abschneiden im entsprechenden Qualifikationsturnier – ersetzt. Japan nahm zum siebten Mal teil, China zum dritten Mal und Gastgeber Indien zum ersten Mal.
Die drei Teilnehmer, die die UEFA stellt, sollten für die ursprüngliche Austragung 2020 bzw. 2021 eigentlich bei der U-17-Europameisterschaft 2020 in Schweden ermittelt werden. Nach der Absage der Europameisterschaft wegen der COVID-19-Pandemie hatte die UEFA am 14. August 2020 zunächst England, Deutschland und Spanien aufgrund ihres höchsten Ranglisten-Koeffizienten als WM-Teilnehmer bestimmt. Für die Neuvergabe des Turniers 2022 konnten die UEFA-Teilnehmer jedoch wieder durch die U-17-Europameisterschaft 2022 in Bosnien und Herzegowina ermittelt werden. Acht Mannschaften spielten dabei in zwei Gruppen à vier Teams gegeneinander, von denen der jeweils Erst- und Zweitplatzierte das Halbfinale erreichte. Die beiden Sieger der Halbfinal-Spiele, Europameister Deutschland und Vize-Europameister Spanien, qualifizierten sich für die Weltmeisterschaft. Frankreich löste im Play-off-Spiel der beiden unterlegenen Halbfinalisten gegen die Niederlande das dritte UEFA-Ticket. Deutschland nahm zum siebten Mal teil, Spanien zum fünften Mal und Frankreich zum dritten Mal.
Als Qualifikationsturnier für die CONCACAF-Zone sollte für die ursprüngliche Austragung 2020 bzw. 2021 die CONCACAF U-17-Meisterschaft 2020 dienen, die vom 18. April bis 3. Mai 2020 in Mexiko stattfinden sollte, wegen der COVID-19-Pandemie aber am 19. März 2020 auf unbestimmte Zeit verschoben wurde. Für die Austragung der U-17-Weltmeisterschaft 2022 wurden die CONCACAF-Teilnehmer schließlich bei der CONCACAF U-17-Meisterschaft 2022 in der Dominikanischen Republik ermittelt. An der Endrunde nahmen 16 Mannschaften in vier Vorrundengruppen à vier Mannschaften teil. Die besten drei Teams jeder Vorrundengruppe sowie die drei Sieger der Qualifikationsgruppen A, B und C und der beste Gruppenzweite dieser drei Qualifikationsgruppen qualifizierten sich für die K.o.-Runde. Der Sieger USA und der Zweitplatzierte Mexiko qualifizierten sich mit dem Einzug ins Finale für die Weltmeisterschaft, im Spiel um Platz drei setzte sich Kanada gegen Puerto Rico durch und erreichte damit ebenfalls die Endrunde der WM. Die USA nahmen zum fünften Mal teil, Mexiko zum sechsten Mal und Kanada zum siebten Mal.
Die südamerikanischen Teilnehmer für die ursprüngliche Austragung 2020 bzw. 2021 sollten bei der U-17-Südamerikameisterschaft 2020 ermittelt werden. Ursprünglich sollte das Turnier vom 15. April bis 3. Mai 2020 in Venezuela stattfinden, wurde am 10. März 2020 aber wegen der COVID-19-Pandemie zunächst nach Uruguay vergeben und neun Tage später erst auf Ende August/Anfang September und später dann auf den 30. November bis 19. Dezember 2020 verschoben. Für die neue Austragung 2022 diente schließlich die U-17-Südamerikameisterschaft 2022 als Qualifikationsturnier. Die zehn Teilnehmer wurden auf zwei Gruppen à fünf Mannschaften aufgeteilt, von denen jeweils die zwei besten Teams die Finalrunde erreichten. Brasilien, Kolumbien und Chile qualifizierten sich als die drei Erstplatzierten dieser Finalrunde für die Weltmeisterschaft. Brasilien nahm zum sechsten Mal teil, Kolumbien zum fünften Mal und Chile zum zweiten Mal.
Die drei Vertreter aus Afrika sollten für die ursprüngliche Austragung 2020 bzw. 2021 beim U-17-Afrika-Cup 2020 ermittelt werden. Am 21. Dezember 2020 wurde jedoch beschlossen, das zunächst auf unbestimmte Zeit unterbrochene Turnier nach einer Vor- und einer Qualifikationsrunde wegen der COVID-19-Pandemie vorzeitig abzubrechen. In der zweiten Runde, in der die drei Teilnehmer für die Weltmeisterschaft in Indien ermittelt werden sollten, hätten Südafrika und Marokko, Uganda und Kamerun sowie Ghana und Nigeria um jeweils ein WM-Ticket gegeneinander gespielt. Stattdessen wurden die afrikanischen Startplätze durch den U-17-Afrika-Cup 2022 vergeben. Insgesamt 29 Mannschaften spielten in vier Qualifikationsrunden mit Hin- und Rückspielen die drei WM-Teilnehmer aus. In der vierten und letzten Runde setzten sich Nigeria, Marokko und Tansania durch. Während Nigeria zum sechsten Mal teilnahm, war es für Marokko und Tansania die jeweils erste Teilnahme an einer U-17-WM-Endrunde der Frauen.
Der Vertreter aus Ozeanien konnte bereits für die ursprüngliche Austragung 2020 bzw. 2021 nicht ermittelt werden, da die U-17-Ozeanienmeisterschaft 2020, die für April 2020 geplant war, wegen der COVID-19-Pandemie abgesagt wurde. Die OFC nominierte am 5. Juni 2020 die U-17-Nationalmannschaft Neuseelands als Teilnehmer aus Ozeanien aufgrund ihrer guten Leistungen in den vergangenen Ausspielungen des Wettbewerbs. Am 8. Oktober 2021 nominierte die OFC Neuseeland auch bei der Austragung 2022 zum Vertreter Ozeaniens. Für die Mannschaft aus Neuseeland war es die siebte Teilnahme am Turnier.

## Teilnehmer
| Konföderation                          | Teilnehmer         | Qualifiziert als                           | Teilnahmen | zuletzt | Beste Platzierung                     |
| -------------------------------------- | ------------------ | ------------------------------------------ | ---------- | ------- | ------------------------------------- |
| 3 aus Asien                            | Indien             | Gastgeber                                  | 1          | –       | Debüt                                 |
| 3 aus Asien                            | Japan              | U-16-Asienmeister 2019                     | 7          | 2018    | Weltmeister (2014)                    |
| 3 aus Asien                            | China              | 3. Platz U-16-Asienmeisterschaft 2019      | 3          | 2014    | Gruppenphase (2012, 2014)             |
| 3 aus Europa                           | Deutschland        | Europameister 2022                         | 7          | 2018    | 3. Platz (2008)                       |
| 3 aus Europa                           | Spanien            | 2. Platz Europameisterschaft 2022          | 5          | 2018    | Weltmeister (2018)                    |
| 3 aus Europa                           | Frankreich         | 3. Platz Europameisterschaft 2022          | 3          | 2012    | Weltmeister (2012)                    |
| 3 aus Nord-, Mittelamerika und Karibik | Vereinigte Staaten | CONCACAF U-17-Meister 2022                 | 5          | 2018    | Vize-Weltmeister (2008)               |
| 3 aus Nord-, Mittelamerika und Karibik | Mexiko             | 2. Platz CONCACAF U-17-Meisterschaft 2022  | 6          | 2018    | Vize-Weltmeister (2018)               |
| 3 aus Nord-, Mittelamerika und Karibik | Kanada             | 3. Platz CONCACAF U-17-Meisterschaft 2022  | 7          | 2018    | 4. Platz (2018)                       |
| 3 aus Südamerika                       | Brasilien          | U-17-Südamerikameister 2022                | 6          | 2018    | Viertelfinale (2010, 2012)            |
| 3 aus Südamerika                       | Kolumbien          | 2. Platz U-17-Südamerikameisterschaft 2022 | 5          | 2018    | Gruppenphase (2008, 2012, 2014, 2018) |
| 3 aus Südamerika                       | Chile              | 3. Platz U-17-Südamerikameisterschaft 2022 | 2          | 2010    | Gruppenphase (2010)                   |
| 3 aus Afrika                           | Nigeria            | Sieger 4. Runde U-17-Afrika-Cup 2022       | 6          | 2016    | Viertelfinale (2010, 2012, 2014)      |
| 3 aus Afrika                           | Marokko            | Sieger 4. Runde U-17-Afrika-Cup 2022       | 1          | –       | Debüt                                 |
| 3 aus Afrika                           | Tansania           | Sieger 4. Runde U-17-Afrika-Cup 2022       | 1          | –       | Debüt                                 |
| 1 aus Ozeanien                         | Neuseeland         | Von der OFC nominiert                      | 7          | 2018    | 3. Platz (2018)                       |

## Spielorte
Das Turnier sollte ursprünglich an den fünf Spielorten Ahmedabad, Bhubaneswar, Guwahati, Kalkutta und Navi Mumbai stattfinden. Am 13. April 2022 wurde die Anzahl der Spielorte auf drei reduziert und die Stadien in Bhubaneswar, Margao und Navi Mumbai als Spielstätten festgelegt.
| Bhubaneswar |

| Margao |

| Navi Mumbai |

| Bhubaneswar |

| Margao |

| Navi Mumbai |

## Auslosung
Die Auslosung fand am 24. Juni 2022 im FIFA-Hauptquartier in Zürich statt. Es wurden vier Lostöpfe mit je vier Mannschaften gebildet, die auf dem Abschneiden der Teams bei den fünf vorhergehenden U-17-Weltmeisterschaften basierten. Nationen aus der gleichen Konföderation durften dabei nicht aufeinandertreffen. Indien als Gastgeber war automatisch als Kopf der Gruppe A gesetzt. Dadurch ergaben sich folgende Lostöpfe:
| Topf 1                           | Topf 2                             | Topf 3                                      | Topf 4                           |
| -------------------------------- | ---------------------------------- | ------------------------------------------- | -------------------------------- |
| Indien Japan Spanien Deutschland | Mexiko Kanada Brasilien Neuseeland | Vereinigte Staaten Nigeria Frankreich China | Kolumbien Chile Marokko Tansania |

## Vorrunde
Der Spielplan wurde am 24. Juni 2022 veröffentlicht. Alle Anstoßzeiten sind in Ortszeit (UTC+5:30) angegeben.

### Gruppe A
| Pl. | Land               | Sp. | S | U | N | Tore    | Diff. | Punkte |
| --- | ------------------ | --- | - | - | - | ------- | ----- | ------ |
| 1.  | Vereinigte Staaten | 3   | 2 | 1 | 0 | 013:100 | +12   | 07     |
| 2.  | Brasilien          | 3   | 2 | 1 | 0 | 007:100 | +6    | 07     |
| 3.  | Marokko            | 3   | 1 | 0 | 2 | 003:500 | −2    | 03     |
| 4.  | Indien             | 3   | 0 | 0 | 3 | 000:160 | −16   | 0      |

|                                                                          |   |           |           |
| Dienstag, 11. Oktober 2022 um 16:30 Uhr in Bhubaneswar (Kalinga Stadium) |   |           |           |
| Marokko                                                                  | – | Brasilien | 0:1 (0:1) |
| Dienstag, 11. Oktober 2022 um 20:00 Uhr in Bhubaneswar (Kalinga Stadium) |   |           |           |
| Indien                                                                   | – | USA       | 0:8 (0:5) |
| Freitag, 14. Oktober 2022 um 16:30 Uhr in Bhubaneswar (Kalinga Stadium)  |   |           |           |
| Brasilien                                                                | – | USA       | 1:1 (1:1) |
| Freitag, 14. Oktober 2022 um 20:00 Uhr in Bhubaneswar (Kalinga Stadium)  |   |           |           |
| Indien                                                                   | – | Marokko   | 0:3 (0:0) |
| Montag, 17. Oktober 2022 um 20:00 Uhr in Bhubaneswar (Kalinga Stadium)   |   |           |           |
| Brasilien                                                                | – | Indien    | 5:0 (2:0) |
| Montag, 17. Oktober 2022 um 20:00 Uhr in Margao (Fatorda Stadium)        |   |           |           |
| USA                                                                      | – | Marokko   | 4:0 (1:0) |

### Gruppe B
| Pl. | Land        | Sp. | S | U | N | Tore    | Diff. | Punkte |
| --- | ----------- | --- | - | - | - | ------- | ----- | ------ |
| 1.  | Deutschland | 3   | 3 | 0 | 0 | 011:200 | +9    | 09     |
| 2.  | Nigeria     | 3   | 2 | 0 | 1 | 007:300 | +4    | 06     |
| 3.  | Chile       | 3   | 1 | 0 | 2 | 004:900 | −5    | 03     |
| 4.  | Neuseeland  | 3   | 0 | 0 | 3 | 002:100 | −8    | 0      |

|                                                                        |   |             |           |
| Dienstag, 11. Oktober 2022 um 16:30 Uhr in Margao (Fatorda Stadium)    |   |             |           |
| Chile                                                                  | – | Neuseeland  | 3:1 (2:0) |
| Dienstag, 11. Oktober 2022 um 20:00 Uhr in Margao (Fatorda Stadium)    |   |             |           |
| Deutschland                                                            | – | Nigeria     | 2:1 (0:1) |
| Freitag, 14. Oktober 2022 um 16:30 Uhr in Margao (Fatorda Stadium)     |   |             |           |
| Neuseeland                                                             | – | Nigeria     | 0:4 (0:2) |
| Freitag, 14. Oktober 2022 um 20:00 Uhr in Margao (Fatorda Stadium)     |   |             |           |
| Deutschland                                                            | – | Chile       | 6:0 (3:0) |
| Montag, 17. Oktober 2022 um 16:30 Uhr in Margao (Fatorda Stadium)      |   |             |           |
| Neuseeland                                                             | – | Deutschland | 1:3 (1:1) |
| Montag, 17. Oktober 2022 um 16:30 Uhr in Bhubaneswar (Kalinga Stadium) |   |             |           |
| Nigeria                                                                | – | Chile       | 2:1 (1:0) |

### Gruppe C
| Pl. | Land      | Sp. | S | U | N | Tore    | Diff. | Punkte |
| --- | --------- | --- | - | - | - | ------- | ----- | ------ |
| 1.  | Kolumbien | 3   | 2 | 0 | 1 | 004:200 | +2    | 06     |
| 2.  | Spanien   | 3   | 2 | 0 | 1 | 003:200 | +1    | 06     |
| 3.  | Mexiko    | 3   | 1 | 0 | 2 | 004:500 | −1    | 03     |
| 4.  | China     | 3   | 1 | 0 | 2 | 002:400 | −2    | 03     |

|                                                                           |   |           |           |
| Mittwoch, 12. Oktober 2022 um 16:30 Uhr in Navi Mumbai (DY Patil Stadium) |   |           |           |
| Mexiko                                                                    | – | China     | 1:2 (0:0) |
| Mittwoch, 12. Oktober 2022 um 20:00 Uhr in Navi Mumbai (DY Patil Stadium) |   |           |           |
| Spanien                                                                   | – | Kolumbien | 1:0 (0:0) |
| Samstag, 15. Oktober 2022 um 16:30 Uhr in Navi Mumbai (DY Patil Stadium)  |   |           |           |
| China                                                                     | – | Kolumbien | 0:2 (0:2) |
| Samstag, 15. Oktober 2022 um 20:00 Uhr in Navi Mumbai (DY Patil Stadium)  |   |           |           |
| Spanien                                                                   | – | Mexiko    | 1:2 (0:0) |
| Dienstag, 18. Oktober 2022 um 16:30 Uhr in Navi Mumbai (DY Patil Stadium) |   |           |           |
| China                                                                     | – | Spanien   | 0:1 (0:0) |
| Dienstag, 18. Oktober 2022 um 16:30 Uhr in Margao (Fatorda Stadium)       |   |           |           |
| Kolumbien                                                                 | – | Mexiko    | 2:1 (1:0) |

### Gruppe D
| Pl. | Land       | Sp. | S | U | N | Tore    | Diff. | Punkte |
| --- | ---------- | --- | - | - | - | ------- | ----- | ------ |
| 1.  | Japan      | 3   | 3 | 0 | 0 | 010:000 | +10   | 09     |
| 2.  | Tansania   | 3   | 1 | 1 | 1 | 003:600 | −3    | 04     |
| 3.  | Kanada     | 3   | 0 | 2 | 1 | 002:600 | −4    | 02     |
| 4.  | Frankreich | 3   | 0 | 1 | 2 | 002:500 | −3    | 01     |

|                                                                           |   |            |           |
| Mittwoch, 12. Oktober 2022 um 16:30 Uhr in Margao (Fatorda Stadium)       |   |            |           |
| Kanada                                                                    | – | Frankreich | 1:1 (0:0) |
| Mittwoch, 12. Oktober 2022 um 20:00 Uhr in Margao (Paadium)               |   |            |           |
| Japan                                                                     | – | Tansania   | 4:0 (1:0) |
| Samstag, 15. Oktober 2022 um 16:30 Uhr in Margao (Fatorda Stadium)        |   |            |           |
| Frankreich                                                                | – | Tansania   | 1:2 (0:1) |
| Samstag, 15. Oktober 2022 um 20:00 Uhr in Margao (Fatorda Stadium)        |   |            |           |
| Japan                                                                     | – | Kanada     | 4:0 (2:0) |
| Dienstag, 18. Oktober 2022 um 20:00 Uhr in Margao (Fatorda Stadium)       |   |            |           |
| Frankreich                                                                | – | Japan      | 0:2 (0:1) |
| Dienstag, 18. Oktober 2022 um 20:00 Uhr in Navi Mumbai (DY Patil Stadium) |   |            |           |
| Tansania                                                                  | – | Kanada     | 1:1 (1:1) |

## Finalrunde

### Viertelfinale
|                                                                          |   |           |                      |
| Freitag, 21. Oktober 2022 um 16:30 Uhr in Navi Mumbai (DY Patil Stadium) |   |           |                      |
| Vereinigte Staaten                                                       | – | Nigeria   | 1:1 (1:1), 3:4 i. E. |
| Freitag, 21. Oktober 2022 um 20:00 Uhr in Navi Mumbai (DY Patil Stadium) |   |           |                      |
| Deutschland                                                              | – | Brasilien | 2:0 (1:0)            |
| Samstag, 22. Oktober 2022 um 16:30 Uhr in Margao (Fatorda Stadium)       |   |           |                      |
| Kolumbien                                                                | – | Tansania  | 3:0 (3:0)            |
| Samstag, 22. Oktober 2022 um 20:00 Uhr in Margao (Fatorda Stadium)       |   |           |                      |
| Japan                                                                    | – | Spanien   | 1:2 (0:0)            |

### Halbfinale
|                                                                     |   |           |                |
| Mittwoch, 26. Oktober 2022 um 16:30 Uhr in Margao (Fatorda Stadium) |   |           |                |
| Nigeria                                                             | – | Kolumbien | 0:0, 5:6 i. E. |
| Mittwoch, 26. Oktober 2022 um 20:00 Uhr in Margao (Fatorda Stadium) |   |           |                |
| Deutschland                                                         | – | Spanien   | 0:1 (0:0)      |

### Spiel um Platz 3
|                                                                          |   |             |                      |
| Sonntag, 30. Oktober 2022 um 16:30 Uhr in Navi Mumbai (DY Patil Stadium) |   |             |                      |
| Nigeria                                                                  | – | Deutschland | 3:3 (1:0), 3:2 i. E. |

### Finale
|                                                                          |   |         |           |
| Sonntag, 30. Oktober 2022 um 20:00 Uhr in Navi Mumbai (DY Patil Stadium) |   |         |           |
| Kolumbien                                                                | – | Spanien | 0:1 (0:0) |

## Beste Torschützinnen
Bei identischer Trefferzahl zählten zunächst die Torvorlagen und danach gegebenenfalls die Einsatzminuten zur Differenzierung.
| Rang | Spielerin        | Tore | Vor- lagen | Eins.- Min. |
| ---- | ---------------- | ---- | ---------- | ----------- |
| 1    | Loreen Bender    | 4    | 0          | 250         |
| 2    | Momoko Tanikawa  | 4    | 0          | 285         |
| 3    | Linda Caicedo    | 4    | 0          | 504         |
| 4    | Charlotte Kohler | 3    | 1          | 245         |
| 5    | Mara Alber       | 2    | 5          | 514         |
| 6    | Amina Bello      | 2    | 3          | 494         |
| 7    | Alara Şehitler   | 2    | 2          | 332         |
| 8    | Melina Rebimbas  | 2    | 1          | 183         |
| 9    | Lara             | 2    | 1          | 267         |
| 10   | Aline            | 2    | 1          | 338         |
| 11   | Vicky López      | 2    | 1          | 526         |
| 12   | Miracle Usani    | 2    | 1          | 540         |
| 13   | Samantha Smith   | 2    | 0          | 045         |
| 14   | Emily Clegg      | 2    | 0          | 254         |
| 15   | Uno Shiragaki    | 2    | 0          | 265         |
| 16   | Lucie Calba      | 2    | 0          | 270         |
|      | Tali Rovner      | 2    | 0          | 270         |
| 18   | Edidiong Etim    | 2    | 0          | 299         |
| 19   | Marie Steiner    | 2    | 0          | 360         |
| 20   | Jella Veit       | 2    | 0          | 519         |

Hinzu kommen 46 Spielerinnen mit je einem Tor und zwei Eigentore.

## Schiedsrichterinnen
| Kontinentalverband | Schiedsrichterinnen                                                                 | Schiedsrichterassistentinnen | Videoschiedsrichterinnen                                                                   |
| ------------------ | ----------------------------------------------------------------------------------- | --- | ------------------------------------------------------------------------------------------ |
| AFC                | - Oh Hyeon-jeong - Pansa Chaisanit - Edita Mirabidova                               | - Joanna Charaktis - Fang Yan - Xie Lijun - Nuannid Donjangreed - Supawan Hinthong - Kristina Sereda                                      | - Lara Lee - Casey Reibelt - Hanna Hattab - Sivakorn Pu-udom - Omar al-Ali                 |
| CAF                | - Bouchra Karboubi - Maria Rivet                                                    | - Yara Abdelfattah - Soukaina Hamdi - Fatiha Jermoumi - Queency Victoire                                                                  | - Lidya Tafesse Abebe - Letticia Viana                                                     |
| CONCACAF           | - Odette Hamilton - Myriam Marcotte - Katia García                                  | - Jassett Kerr-Wilson - Stephanie Yee Sing - Ivett Santiago - Enedina Caudillo - Mayte Chávez - Mijensa Rensch                            | - Shirley Perelló - Carol Chénard - Tatiana Guzmán - Ekaterina Koroleva - Felisha Mariscal |
| CONMEBOL           | - María Daza - Anahí Fernández                                                      | - Nataly Arteaga - Laura Miranda - Luciana Mascaraña - Adela Sánchez                                                                      | - Salomé di Iorio                                                                          |
| UEFA               | - Rebecca Welch - Maria Sole Ferrieri Caputi - Ivana Martinčić - Iuliana Demetrescu | - Natalie Aspinall - Élodie Coppola - Francesca Di Monte - Franca Overtoom - Paulina Baranowska - Mihaela Țepușă - Staša Špur - Anita Vad | - Frida Klarlund - Maïka Vanderstichel - Lucie Ratajová                                    |

Unterstützungsschiedsrichterinnen:
- Susana Corella
- Zulma Quiñónez
- Dorsaf Ganouati